# Eilema lutarellum
Eilema lutarellum là một loài bướm đêm thuộc phân họ Arctiinae, họ Erebidae.